# Stanisław Gaszewski
Stanisław Gaszewski (ps. Stasiek Ge) (ur. 1912 w Latowiczu, zm. 13 września 1943 w Kiczkach Pierwszych) – polski robotnik, działacz komunistyczny.

## Życiorys
Pracował w fabryce Rudzkiego w Mińsku Mazowieckim, od 1932 należał do Komunistycznego Związku Młodzieży Polski, a następnie do Komunistycznej Partii Polski. Po wybuchu II wojny światowej przedostał się do ZSRR, skąd w 1941 powrócił do Latowicza, gdzie działał w Stowarzyszeniu Przyjaciół ZSRR. W 1942 po utworzeniu Polskiej Partii Robotniczej i Gwardii Ludowej został członkiem tych organizacji, był członkiem sztabu powiatowego Gwardii Ludowej w Mińsku Mazowieckim, organizował liczne akcje zbrojne i sabotażowe na terenie powiatów mińskiego, garwolińskiego, siedleckiego, sokołowskiego i węgrowskiego. Od 1943 walczył w dowodzonym przez Janusza Ryngiera oddziale partyzanckim Gwardii Ludowej im. Bartosza Głowackiego. Poległ w walce 2 września 1943 w Kiczkach, pośmiertnie odznaczony Krzyżem Walecznych. 